# White People for Peace
"White People for Peace" is een 7" single van de Amerikaanse punkband Against Me! De single werd op 1 mei 2007 uitgegeven en bevatte twee nieuwe nummers, namelijk de titeltrack "White People for Peace" en "Full Sesh". De single was alleen verkrijgbaar bij concerten van Against Me! In september 2007 werd er een 12" versie van de single gemaakt. Deze versie bevat het originele nummer op de A-kant en een remix versie van dit nummer op de B-kant.

## Nummers
1. "White People For Peace" - 3:32
2. "Full Sesh" - 3:06

## Band
- Laura Jane Grace - zang, gitaar
- James Bowman - gitaar, achtergrondzang
- Andrew Seward - basgitaar, zang
- Warren Oakes - drums, zang